# 연경흠
연경흠(延卿欽, 1983년 9월 14일 ~ ) 은 전 KBO 리그 한화 이글스의 외야수이다.
현재 대전서구 유소년 야구단의 감독이다

## 출신 학교
- 석교초등학교 (1996년 졸업)
- 청주중학교 (1999년 졸업)
- 청주기계공업고등학교 (2002년 졸업)
- 인하대학교 체육교육과 (2002학번-2006년 졸업)

## 아마추어 선수 시절
충청북도 청주시 출신으로 청주석교초등학교와 청주중학교를 거쳐 청주기계공업고등학교에 입학했다. 2002년 신인 드래프트에서 한화 이글스의 2차 12순위(전체 90순위) 지명을 받았으나 [[인하대학교 체육교육과에 진학하였다. 인하대 체육교육과 시절 장타력을 갖춘 외야수로 각광받았다. 인하대학교 체육교육과 졸업 후 2006년 한화 이글스에 입단하였다.

## 프로 야구 선수 시절

### 2006년 ~ 2009년
2006년에 입단했지만 조원우, 데이비스, 고동진 등이 버틴 외야진에서 나설 자리는 없었다. 96경기를 모두 대타 요원으로 출전하여, 38개의 안타 중 9개를 홈런으로 만들어 낼 만큼 장타력이 충분했으나 시즌 타율이 0.203(187타수 38안타)에 그칠 정도로 정교함에서는 미흡한 모습을 보였다. 크루즈가 입단한 2007년부터 그는 2군에서 지내는 시간이 많았다. 36경기 0.260 (77타수 20안타) 1홈런 7득점 7타점이 그의 기록의 전부다. 2008년에는 발 빠른 외야수 클락과 추승우의 가세로 주전 선수로 활동하지 못했으며, 2007년보다는 조금 많은 45경기에 출장해 0.245 (106타수 26안타) 4홈런 9타점 11득점을 기록했다. 2009년 7월 16일 사직 롯데전에서 KBO 리그 2만번 째 홈런의 주인공이 되었다. 그 해 1군에서 가장 많은 경기를 소화하였다. 시즌 후 경찰청에 입대하였다.

### 경찰청
2009년 시즌을 마치고 병역 복무를 위해 경찰청에 입대하였다. 2011년 10월 8일 경찰청에서 복무를 마치고 팀에 합류하였다.

### 2012년
경찰청에서 복무를 마치고 팀에 복귀했지만 최진행, 고동진, 김경언 등 외야진이 버티는 자리를 뚫을 수 없어 주로 1군에서 대타로 나오거나 2군에 머물렀다. 고질적인 무릎과 팔꿈치 부상으로 2013년 1군 4경기 무안타에 그친 채 2군으로 내려간 후, 시즌 중 소리 없이 현역에서 은퇴하고 육성군 스카우트로 자리를 옮겼다.

### 2015년
스포츠서울 김경윤 기자에 따르면 2015년 4월 경 육성군 스카우트직에서 물러난 것으로 알려졌다.

## 통산 기록
| 연 도          | 소 속          | 나 이          | 출 장 | 타 석 | 타 수 | 득 점 | 안 타 | 2 루 타 | 3 루 타 | 홈 런 | 타 점 | 도 루 | 도 실 | 볼 넷 | 삼 진 | 타 율 | 출 루 율 | 장 타 율 | O P S | 루 타 | 병 살 타 | 몸 맞 | 희 타 | 희 플 | 고 4 |
| -------------- | -------------- | -------------- | ----- | ----- | ----- | ----- | ----- | ------- | ------- | ----- | ----- | ----- | ----- | ----- | ----- | ----- | -------- | -------- | ----- | ----- | -------- | ----- | ----- | ----- | ---- |
| 2006           | 한화           | 24             | 96    | 209   | 187   | 25    | 38    | 8       | 0       | 9     | 20    | 0     | 0     | 17    | 39    | .203  | .277     | .390     | .667  | 73    | 7        | 2     | 3     | 0     | 1    |
| 2007           | 한화           | 25             | 36    | 82    | 77    | 7     | 20    | 6       | 0       | 1     | 7     | 0     | 0     | 5     | 16    | .260  | .305     | .377     | .682  | 29    | 4        | 0     | 0     | 0     | 0    |
| 2008           | 한화           | 26             | 45    | 121   | 106   | 13    | 26    | 5       | 2       | 4     | 9     | 0     | 0     | 11    | 21    | .245  | .317     | .443     | .760  | 47    | 3        | 1     | 1     | 2     | 0    |
| 2009           | 한화           | 27             | 122   | 386   | 336   | 53    | 85    | 19      | 1       | 11    | 47    | 2     | 1     | 34    | 88    | .253  | .337     | .414     | .751  | 139   | 3        | 10    | 3     | 3     | 0    |
| 2012           | 한화           | 30             | 42    | 71    | 62    | 3     | 11    | 2       | 0       | 1     | 5     | 0     | 0     | 9     | 16    | .177  | .282     | .258     | .540  | 16    | 2        | 0     | 0     | 0     | 1    |
| 2013           | 한화           | 31             | 4     | 6     | 6     | 1     | 0     | 0       | 0       | 0     | 0     | 0     | 0     | 0     | 3     | .000  | .000     | .000     | .000  | 0     | 0        | 0     | 0     | 0     | 0    |
| KBO 통산 : 6년 | KBO 통산 : 6년 | KBO 통산 : 6년 | 345   | 875   | 774   | 102   | 180   | 40      | 3       | 26    | 88    | 2     | 1     | 76    | 183   | .233  | .310     | .393     | .703  | 304   | 19       | 13    | 7     | 5     | 2    |